# بلو پویه (اوبرنوواتس)
بلو پویه (به صربی: Belo Polje) یک منطقهٔ مسکونی در صربستان است که در اوبرنوواتس واقع شده‌است. بلو پویه ۶٫۰۲ کیلومتر مربع مساحت و ۱٬۸۳۶ نفر جمعیت دارد و ۷۷ متر بالاتر از سطح دریا واقع شده‌است.